# Milton Coimbra
Milton Coimbra Sulzer (né le 4 mai 1975 à Santa Cruz de la Sierra en Bolivie) est un joueur de football international bolivien, qui évoluait au poste d'attaquant.

## Biographie

### Carrière en sélection
Avec l'équipe de Bolivie, il dispute 43 matchs (pour 7 buts inscrits) entre 1996 et 2005. 
Il figure notamment dans le groupe des sélectionnés lors des Copa América de 1995, 1997 et de 1999.
Il dispute 17 matchs comptant pour les tours préliminaires des coupes du monde 1998, 2002 et 2006.

## Palmarès
Oriente Petrolero
- Championnat de Bolivie (1) :
  - Champion : 2001.